# ویشه-تالوفکا
ویشه-تالوفکا (به لاتین: Vyshe-Talovka) یک منطقهٔ مسکونی در روسیه است که در شهرستان کیزلیارسکی واقع شده‌است.